# Archives de Paris
 (septembre 2021).
Pour les articles homonymes, voir Tour des archives.
Les archives de Paris sont un service de la ville de Paris. Elles sont situées 18 boulevard Sérurier, au fond de l'allée Marius-Barroux (du nom d'un de leurs anciens directeurs), dans le 19e arrondissement de Paris et disposent d'une annexe (non ouverte au public) à Villemoisson-sur-Orge.

## Situation et accès
Ce site est desservi par la station de métro Porte des Lilas.

## Historique
Une partie des archives de Paris a disparu lors des incendies lors de la Commune de Paris en mai 1871, notamment la plus grande partie des registres paroissiaux et d'état civil allant du XVIe siècle à 1860. Après la rénovation de l'hôtel de Saint-Aignan en 1978, les archives de Paris y sont installées. Elles le quittent à la fin des années 1990 pour le boulevard Sérurier.

## Fonds numérisés par le service
- État civil parisien de 1860 à 1902, et plus
- Fichier alphabétique de la première reconstitution de l’état civil antérieur à 1860
- Dénombrements de population (1926, 1931, 1936 et 1946)
- Tables des états signalétiques et des services militaires (1875-1930)
- Répertoires d'admission des enfants assistés (1742-1917)
- Ordonnances de restitution des biens spoliés pendant la Seconde Guerre mondiale (1945-1976)
- Plans parcellaires parisiens du XIXe siècle
- Collections photographiques (1860-1940)

D’autres fonds sont numérisés, et accessibles sur d’autres sites internet.

## Directeurs
- 1958-1966 : Yves Pérotin
- Jean-Marie Jenn
- 1996-2003 : François Gasnault
- 2005-2015 : Agnès Masson
- 2015-2023 : Guillaume Nahon
- Depuis 2023 : Béatrice Hérold